# Karboreksja
Karboreksja (z łac. carboneum – węgiel) – jedna z form zaburzenia obsesyjno-kompulsyjnego, od niedawna wyróżniane przez psychiatrów objawiające się obsesyjną chęcią do życia w sposób jak najbardziej ekologiczny.